# Ehud Racabi
Ehud Racabi (hebrejsky אהוד רצאבי‎; * 30. července 1953, Tel Aviv) je izraelský politik a bývalý poslanec Knesetu za stranu Šinuj.

## Biografie
Narodil se 30. července 1953 v Tel Avivu. Sloužil v izraelské armádě, kde působil u vojenského letectva. Vystudoval účetnictví na Telavivské univerzitě. Hovoří hebrejsky, francouzsky a anglicky.

## Politická dráha
Působil jako účetní odhadce pro podniky v Judsku a Samařsku (Západní břeh Jordánu), od roku 1985 byl členem strany Šinuj. V letech 1993–1996 byl ředitelem kontrolního oddělení společnosti Israeli Coal Company. Angažoval se v asociaci A-aleh Betamar, která rozvíjí tradice jemenitských Židů. V letech 1993–2003 byl členem vedení ligy izraelsko-japonského přátelství.
V izraelském parlamentu zasedl po volbách do Knesetu v roce 2003, v nichž nastupoval za stranu Šinuj. Byl členem výboru pro státní kontrolu, výboru pro vědu a technologie, výboru pro zahraniční dělníky, výboru práce, sociálních věcí a zdravotnictví, výboru finančního a předsedal podvýboru pro daně a sektor hi-tech.
Ke konci volebního období došlo ve straně Šinuj k rozkolu, při kterém ji opustila většina poslaneckého klubu a založila novou politickou formaci Chec. Racabi jako jeden z mála zůstal v původní straně. Šinuj ale ve volbách do Knesetu v roce 2006 nezískala dost hlasů pro přidělení mandátu.